# Eleutherodactylus poolei
Espèce
Statut de conservation UICN

 CR A3c; B1ab(iii)+2ab(iii) : 
En danger critique
Eleutherodactylus poolei est une espèce d'amphibiens de la famille des Eleutherodactylidae.

## Répartition
Cette espèce est endémique d'Haïti. Elle se rencontre dans le département du Nord de 550 à 650 m d'altitude.

## Description
Le mâle holotype mesure 28 mm.

## Étymologie
Cette espèce est nommée en l'honneur d'Arthur J. Poole.

## Publication originale
- Cochran, 1938 : A New Species of Frog from Haiti. Proceedings of the Biological Society of Washington, vol. 51, p. 93-94 (texte intégral).